# Elisa Lohmann
Elisa Lohmann (* 22. Juli 1998 in Parchim) ist eine deutsche Volleyballspielerin.

## Karriere
Elisa Lohmann begann ihre Karriere beim 1. VC Parchim. 2012 wurde sie Bundessiegerin bei Jugend trainiert für Olympia. Im Jahr 2014 wechselte Lohmann ins Volleyball-Leistungszentrum nach Schwerin und besuchte das Sportgymnasium Schwerin. 2015 belegte Lohmann, die als Außenangreiferin und als Libera eingesetzt werden kann, mit der Junioren-Nationalmannschaft bei der U18-Europameisterschaft und bei der U18-Weltmeisterschaft in Peru jeweils den sechsten Platz. In der Saison 2015/16 kam sie für den Bundesligisten Schweriner SC in der zweiten Saisonhälfte zu Einsatzzeiten. Sie spielte auch im CEV-Pokal, bei dem der Verein den dritten Platz belegte. Zudem wurde sie deutsche Meisterin in der Altersgruppe U20. 2016 erhielt Lohmann einen Profivertrag beim Schweriner SC. Bei der U19-Europameisterschaft 2016 erreichte sie mit der Nationalmannschaft den siebten Platz. In der Saison 2016/17 kam sie mit Schwerin ins Finale des DVV-Pokals und wurde deutsche Meisterin. In der folgenden Saison erreichte Schwerin mit Lohmann das Halbfinale im DVV-Pokals und schaffte die Titelverteidigung in der Bundesliga. Auch im CEV-Pokal kam sie mit dem Verein ins Halbfinale. In der Saison 2018/19 gewann sie mit dem Verein den DVV-Pokal und wurde deutsche Vizemeisterin. In der Champions League schied sie mit Schwerin in der Gruppenphase aus. 2019 wurde Lohmann erstmals in die A-Nationalmannschaft berufen und nahm an der Nations League teil. Anschließend wechselte sie zum Schweizer Verein VC Kanti Schaffhausen. Nach einer nur einer Saison kehrte Elisa Lohmann wieder in die Bundesliga zurück und schloss sich den VfB 91 Suhl an. Noch in der Saison 2020/21 verlängerte sie ihren Vertrag bei den Thüringern um ein Jahr. Vor der Saison 2022/23 wechselte sie zusammen mit Mittelblockerin Kayla Haneline und Angreiferin Ágnes Pallag innerhalb der Liga zum Dresdner SC.
Seit 2023 spielt Elisa Lohmann beim MSV Pampow in der Regionalliga Nord.